# 范堅
范 堅（はん けん、生没年不詳）は、晋代の官僚・学者。字は子常。本貫は南陽郡順陽県。兄は范広・范稚（范汪の父）。

## 経歴
范晷の子として生まれた。博学で文章を得意とした。永嘉年間、戦乱を避けて江南に逃れ、佐著作郎・撫軍参軍に任じられた。蘇峻の乱の征討に参加し、都亭侯の爵位を受けた。尚書右丞に累進した。ときに殿中帳吏の邵広が官布を横領した罪で死刑を宣告されたが、邵広の子の13歳の邵宗や11歳の邵雲が自らを官奴に落として、父の命を贖いたいと申し出た。当時の世論は二児に同情的で、邵広の死罪を赦して減刑すべきとの意見が優勢であった。范堅はこれに反論し、温情で刑法を曲げてはならないと主張した。成帝は范堅の意見に従って、邵広を処刑させた。後に范堅は護軍長史に転じ、在官のまま死去した。著書に『春秋釈難』3巻があったが、亡失した。
子の范啓は、字を栄期といい、庾龢・韓伯・袁宏らとの交友で知られた。秘書郎となり、顕職を歴任して、黄門侍郎に終わった。

## 伝記資料
- 『晋書』巻75 列伝第45